# 米高·堪士
米高·保羅·堪士（Michael Paul Hampshire，1989年6月21日—），生於英國倫敦，英法混血兒，英格蘭足球運動員，司職前鋒，現時自由身。

## 早年生活
米高堪士生於英國倫敦，於3歲便在當地的球會上足球興趣班，為曼聯球迷和視曼聯名宿為簡東拿偶像，直到6歲與家人移居香港，而他移居後接觸過不少運動，到11歲就進入香港足球學院，升讀港九區強隊的西島學校。
到17歲時，他與校隊隊友一起在港九區學界賽事擊敗拔萃男書院等球隊奪冠，而米高堪士更是球隊內的神射手。直到2007年的全港學界精英賽，米高堪士先為西島學校頂進一球下，最終以1–7不敵董之英紀念中學，失落學界精英賽冠軍，不過他在精英賽的表現吸引到香港老牌球會東方的球探賞識，並在2007至08年已經在當時的頂級聯賽港甲亮相，首季協助東方奪得高級組銀牌冠軍外，還在季尾對大埔的聯賽上陣超過30分鐘，可惜他一季後便離隊返回家鄉，升讀英國曼徹斯特大學修讀體育管理，放棄職業球員生涯，但他依然有踢大學的足球聯賽。

## 球會生涯
2012年，米高堪士回港發展，並經朋友介紹加盟甲組業餘球會港會，因他已在港居住滿七年，能以本地球員身份註冊本地賽事，同時入職香港國際學校擔任體育行政工作，邊教書邊於空餘時間享受足球樂。
直到2016/17球季，米高堪士協助港會奪得甲組聯賽亞軍後，隨球會升班挑戰港超聯，但由於港會仍然維持其業餘身份，所以包括他在內陣中球員都有正職，而他在2016年8月27日作客九巴元朗的首周聯賽，即取得其港超聯入球，可惜最終港會以2–6落敗。隨後他於9月9日其第二場主場迎戰和富大埔的聯賽，連續兩場取得入球，惟最終港會再度以1–2落敗。到10月2日，米高堪士於作客標準灝天的聯賽於賽事尾段梅開二度，協助港會落後兩球後反勝3–2，取得史上首場港超聯勝仗，而他更高踞聯賽射手榜首位。

## 球會榮譽
東方
- 香港高級組銀牌冠軍（2007–08季度）

港會
- 香港甲組聯賽冠軍（2017–18季度）
- 香港甲組聯賽亞軍（2014–15季度、2015–16季度、2018–19季度）

個人
- 香港甲組聯賽神射手（2017–18季度）

## 外部連結
- 香港足球總會網頁球員註冊資料 （页面存档备份，存于）